# Japan Vijfje
Het Japan Vijfje is een Nederlandse herdenkingsmunt van 5 euro uitgebracht ter herdenking van 400 jaar handelsbetrekkingen tussen Nederland en Japan. De eerste slag werd op 24 augustus 2009 gedaan door toenmalig staatssecretaris Jan Kees de Jager.
De munt kan gebruikt worden als wettig betaalmiddel. 

## Thema
De munt staat symbool voor de handelsrelatie die Nederland en Japan sinds 1609 met elkaar hebben.  Deze verbondenheid wordt gesymboliseerd door Nederlandse en Japanse muntstukken welke op de beide zijdes van de munt zijn afgebeeld. De linten op de munt lopen in elkaar over, hierop zijn Nederlandse en Japanse teksten geplaatst. De linten vormen samen een platte knoop, deze knoop wordt in de scheepvaart veel gebruikt, hiermee wordt de 400-jarige verbintenis tussen de twee landen verbeeld. 
Ook het Japanse Munthuis heeft aan de munt meegewerkt. Als teken daarvoor is er naast het Nederlandse Munt- en Muntmeesterteken een privy mark op de munt afgebeeld. Dit privy mark is een teken van een Japanse tempel. 

## Specificaties
De specificaties van de circulatiemunt gelden ook voor de Eerste Dag Uitgifte. 

### Circulatiemunt
- Nominale waarde: 5 euro
- Kwaliteit: circulatie
- Metaal: verzilverd koper
- Gewicht: 10,50 g
- Diameter: 29,0 mm
- Oplage: 350.000 (excl. Proof-munten, waarvan 2.009 munten als Eerste Dag Uitgifte)
- Randschrift: God*zij*met*ons
- Ontwerpers: Esther de Vries en Richard Niessen

### Proof
- Nominale waarde: 5 euro
- Kwaliteit: Proof
- Metaal: 925/1000 zilver
- Gewicht: 15,50 g
- Diameter: 33,0 mm
- Oplage: 45.000
- Randschrift: God*zij*met*ons
- Ontwerpers: Esther de Vries en Richard Niessen

Gulden herdenkingsmunten:

Dubbelkop 1980 · Unie van Utrecht · Voetbalvijfje

Nederlandse euro-herdenkingsmunten:

herdenkingsmunten van € 2: Erasmusmunt · Dubbelkop Beatrix-Willem-Alexander · 200 jaar koninkrijk

meerwaardeherdenkingsmunten:

Zilveren vijfjes: Vincent van Gogh Vijfje · Europamunt · Koninkrijksmunt · Vredes Vijfje · Belasting Vijfje · Australië Vijfje · Rembrandt Vijfje · Michiel de Ruyter Vijfje · Architectuur Vijfje · Manhattan Vijfje · Japan Vijfje · Max Havelaar Vijfje · Waterland Vijfje · Schilderkunst Vijfje · Muntgebouw Vijfje · WNF Vijfje · Tulpen Vijfje · Beeldhouwkunst Vijfje · Grachtengordel Vijfje · Vrede van Utrecht Vijfje · Rietveld Vijfje · Vredespaleis Vijfje · De Nederlandsche Bank Vijfje · Van Nelle Vijfje · Waterloo Vijfje · Wadden Vijfje · Jheronimus Bosch Vijfje · Stelling van Amsterdam Vijfje · Johan Cruijff Vijfje · Fanny Blankers-Koen Vijfje · Schokland Vijfje · Wageningen Universiteit Vijfje · Luchtvaart Vijfje · Beemster Vijfje · Market Garden Vijfje · Jaap Eden Vijfje

Zilveren tientjes: Huwelijksmunt · Geboortemunt · Jubileummunt · Koningstientje · Verjaardagstientje
Caribisch Nederland: BES-dollar (2011, 2013)